# دونالد براشاو
دونالد براشاو هو سياسي أمريكي، ولد في 11 مايو 1932، وتوفي في 17 مايو 2003. انتخب mayor of a place in California ‏.